# Grand Prix automobile de Monaco 1985
Résultats du Grand Prix de Monaco 1985, couru sur le circuit de Monaco le 19 mai 1985.

## Classement
| Pos. | No | Pilote             | Écurie                 | Tours | Temps/Abandon                      | Grille | Points |
| ---- | -- | ------------------ | ---------------------- | ----- | ---------------------------------- | ------ | ------ |
| 1    | 2  | Alain Prost        | McLaren-TAG            | 78    | 1 h 51 min 58 s 034 (138,435 km/h) | 5      | 9      |
| 2    | 27 | Michele Alboreto   | Ferrari                | 78    | + 7 s 541                          | 3      | 6      |
| 3    | 11 | Elio De Angelis    | Lotus-Renault          | 78    | + 1 min 27 s 171                   | 9      | 4      |
| 4    | 25 | Andrea De Cesaris  | Ligier-Renault         | 77    | + 1 tour                           | 8      | 3      |
| 5    | 16 | Derek Warwick      | Renault                | 77    | + 1 tour                           | 10     | 2      |
| 6    | 26 | Jacques Laffite    | Ligier-Renault         | 77    | + 1 tour                           | 16     | 1      |
| 7    | 5  | Nigel Mansell      | Williams-Honda         | 77    | + 1 tour                           | 2      |        |
| 8    | 6  | Keke Rosberg       | Williams-Honda         | 76    | + 2 tours                          | 7      |        |
| 9    | 18 | Thierry Boutsen    | Arrows-BMW             | 76    | + 2 tours                          | 6      |        |
| 10   | 3  | Martin Brundle     | Tyrrell-Ford           | 74    | + 4 tours                          | 18     |        |
| 11   | 30 | Jonathan Palmer    | Zakspeed               | 74    | + 4 tours                          | 19     |        |
| Abd. | 1  | Niki Lauda         | McLaren-TAG            | 17    | Sortie de piste                    | 14     |        |
| Abd. | 22 | Riccardo Patrese   | Alfa Romeo             | 16    | Accident                           | 12     |        |
| Abd. | 7  | Nelson Piquet      | Brabham-BMW            | 16    | Accident                           | 13     |        |
| Abd. | 19 | Teo Fabi           | Toleman-Hart           | 16    | Turbo                              | 20     |        |
| Abd. | 12 | Ayrton Senna       | Lotus-Renault          | 13    | Moteur                             | 1      |        |
| Abd. | 23 | Eddie Cheever      | Alfa Romeo             | 10    | Alternateur                        | 4      |        |
| Abd. | 28 | Stefan Johansson   | Ferrari                | 1     | Suspension                         | 15     |        |
| Abd. | 17 | Gerhard Berger     | Arrows-BMW             | 0     | Collision                          | 11     |        |
| Abd. | 15 | Patrick Tambay     | Renault                | 0     | Collision                          | 17     |        |
| Nq.  | 24 | Piercarlo Ghinzani | Osella-Alfa Romeo      |       | Non qualifié                       |        |        |
| Nq.  | 4  | Stefan Bellof      | Tyrrell-Ford           |       | Non qualifié                       |        |        |
| Nq.  | 10 | Philippe Alliot    | RAM-Hart               |       | Non qualifié                       |        |        |
| Nq.  | 9  | Manfred Winkelhock | RAM-Hart               |       | Non qualifié                       |        |        |
| Nq.  | 8  | François Hesnault  | Brabham-BMW            |       | Non qualifié                       |        |        |
| Nq.  | 29 | Pierluigi Martini  | Minardi-Motori Moderni |       | Non qualifié                       |        |        |

## Pole position et record du tour
- Pole position : Ayrton Senna en 1 min 20 s 450 (vitesse moyenne : 148,206 km/h).
- Meilleur tour en course : Michele Alboreto en 1 min 22 s 637 au 60e tour (vitesse moyenne : 144,284 km/h).

## Tours en tête
- Ayrton Senna : 13 (1-13)
- Michele Alboreto : 12 (14-17 / 24-31)
- Alain Prost : 53 (18-23 / 32-78)

## À noter
- 18e victoire pour Alain Prost.
- 44e victoire pour McLaren en tant que constructeur.
- 14e victoire pour TAG Porsche en tant que motoriste.